# Riesbürg
Riesbürg là một thị xã nằm ở huyện Ostalbkreis, thuộc bang Baden-Württemberg, Đức.